# 石原耕作
石原 耕作（いしはら こうさく、? - 1981年 <昭和56年> 12月1日）は、日本の建設技官、造園家。位階は従六位。勲四等旭日小綬章受章。

## 経歴
日本原子力研究所常務理事、新東京国際空港公団理事・東京国際空港長、内務省国土局・建設省都市局計画課技官　千葉県計画課長および開発部長、大阪城公園設計委員会委員、京葉臨海鉄道専務取締役など。平成2年に日本造園学会上原敬二賞受賞。第7回日本公園緑地協会北村賞受賞。東京教育大学発足時から1959年まで、農学部林学科で造園一般の講師もつとめている。1981年12月死去。

## 栄典
- 1977年春の叙勲で勲四等旭日小綬章受章[2]
- 死没日付をもって従七位勲八等から従六位に進階[1]

## 参考
- 造園雑誌 16(3・4), 46-47, 1953年3月、社団法人日本造園学会
- 不動産研究　9-3　第9巻第3号　昭和42年7月
- 横内憲久ほか、千葉県八千代市八千代台地区における地域再生に関する研究　―（その１）わが国最初の戸建て住宅団地「八千代台団地」の計画配慮事項とその評価― 平成 28 年度　日本大学理工学部　学術講演会予稿集
- 松戸市史, 第 1 巻, 松戶市役所, 1961
- 沼尻晃伸、工場立地と都市計画: 日本都市形成の特質1905‐1954、東京大学出版会, 2002
- 新国際空港について、1966年
- 天下り白書: 政府関係機関における官僚天下りの実態、政府関係特殊法人労働組合協議会, 1974
- 諸君, 第 3 巻、第 9 号 文藝春秋, 1971
- 人事興信錄, 第 1 巻、人事興信所, 1973
- 日本職員録　1969
- 讀賣年鑑, 第 1968 巻、讀賣新聞社
- 産経日本紳士年鑑, 第 1 巻、産経新聞年鑑局, 1969
- 造園雑誌, 第 50 巻、日本造園学会, 1986